# Megacles van Epirus
Megacles van Epirus (Oudgrieks: Μεγακλῆς / Megaklễs) was een vertrouweling en van koning Pyrrhus van Epirus.
Hij vocht mee in de Slag bij Heraclea (280 v.Chr.). Om de aandacht van de Romeinen van Pyrrhus af te leiden, trok hij in de kostbare wapenrusting van de koning ten strijde (mogelijk hiermee alluderend op Patroclus) en sneuvelde onder de hand van een Romein die dacht dat hij Pyrrhus had gedood.